# 2007年の映画/2月
- 3日
  - ピクシーズ/ラウド・クァイエット・ラウド（ アメリカ合衆国）
  - カンバセーションズ（ アメリカ合衆国・ イギリス）
  - 世界最速のインディアン（ ニュージーランド・ アメリカ合衆国）
  - 墨攻（ 中国・ 日本・ 香港・ 韓国）
  - 動・響・光 (Ugoki・Hibiki・Hikari) director's cut（ 日本）
  - スターフィッシュホテル（ 日本）
  - 幽閉者 (テロリスト)（ 日本）
  - Dear Friends（ 日本）
  - 日常 恋の声（ 日本）
  - フリージア（ 日本）
- 5日
  - セレブが結婚したい13の悪魔（ 日本）
- 9日
  - メタルマクベス（ 日本）
- 10日
  - モーツァルトとクジラ（ アメリカ合衆国）
  - 守護神（ アメリカ合衆国）
  - Gガール 破壊的な彼女（ アメリカ合衆国）
  - DOA/デッド・オア・アライブ（ アメリカ合衆国・ ドイツ・ イギリス）
  - 華麗なる恋の舞台で（ カナダ・ アメリカ合衆国・ ハンガリー・ イギリス）
  - FAKERS/フェイカーズ（ イギリス・ スペイン）
  - 善き人のためのソナタ（ ドイツ）
  - あなたになら言える秘密のこと（ スペイン）
  - 聴かれた女（ 日本）
  - 長州ファイブ（ 日本）
  - 天国は待ってくれる（ 日本）
  - となり町戦争（ 日本）
  - バブルへGO!! タイムマシンはドラム式（ 日本）
- 17日
  - ドリームガールズ（ アメリカ合衆国）
  - ジョー・キッド・オン・ア・スティングレイ（ アメリカ合衆国）
  - チョムスキーとメディア マニュファクチャリング・コンセント（ カナダ）
  - 孔雀 -我が家の風景-（ 中国）
  - 不機嫌な男たち（ 韓国）
  - エクステ（ 日本）
  - 官能小説（ 日本）
  - キャプテントキオ（ 日本）
  - saru phase three（ 日本）
  - ジョジョの奇妙な冒険 ファントムブラッド（ 日本）
- 24日
  - ボッスン・ナップ（ アメリカ合衆国）
  - ボビー（ アメリカ合衆国）
  - パパにさよならできるまで（ イギリス・ ドイツ）
  - エンマ（ 日本）
  - カインの末裔（ 日本）
  - さくらん（ 日本）
  - 叫（ 日本）
  - 素敵な夜、ボクにください（ 日本）
  - NARA奈良美智との旅の記録（ 日本）
  - 僕の彼女とその彼氏 (ゆうれい) Drop in Ghost/TWILIGHT FILE III（ 日本）
  - 松ヶ根乱射事件（ 日本）